# デス・オア・グローリー
『デス・オア・グローリー』（Death or Glory）は、ドイツのヘヴィメタル・バンド、ランニング・ワイルドが1989年に発表した5作目のスタジオ・アルバム。EMIのドイツ支社とノイズ・レコードが共同で設立したレーベル「EMIノイズ」から発売され、後にノイズ・レコードからリイシューされた。

## 背景
イアン・フィンレイ在籍時に制作された唯一のアルバム。フィンレイはイギリス人であることから作詞の面でも大きく貢献しているが、本人は2005年のインタビューで「歌詞やアイディアは全部（ロックン・）ロルフからOKを貰ったものだし、言い回しは初歩的さ。俺の母語は、あくまで広がりをもたらしたって所だね」と語っている。
日本盤ボーナス・トラックの「ワイルド・アニマル」「テア・ダウン・ザ・ウォールズ」「シュテルテベカー」は、いずれもドイツ盤シングル「ワイルド・アニマル」で発表された曲である。

## 反響
本作はランニング・ワイルドの出世作となった。母国ドイツでは自身初のアルバム・チャート入りを果たし、最高45位を記録。また、1990年5月30日には日本盤CDが発売され、オリコンチャートで95位に達した。

## 収録曲
1. ライディング・ザ・ストーム "Riding the Storm" – 6:28
  - 作詞・作曲：ロックン・ロルフ
2. レネゲイド "Renegade" – 4:29
  - 作詞：イアン・フィンレイ／作曲：ロックン・ロルフ
3. エヴィリューション "Evilution" – 4:44
  - 作詞：イアン・フィンレイ／作曲：ロックン・ロルフ、ヤンス・ベッカー
4. ランニング・ブラッド "Running Blood" – 4:29
  - 作詞・作曲：ロックン・ロルフ
5. ハイランド・グローリー "Highland Glory (The Eternal Fight)" – 4:52
  - 作曲：ヤンス・ベッカー、イアン・フィンレイ
6. マルーンド "Marooned" – 5:13
  - 作詞：イアン・フィンレイ、ロックン・ロルフ／作曲：ロックン・ロルフ
7. バッド・トゥ・ザ・ボーン "Bad to the Bone" – 4:46
  - 作詞：イアン・フィンレイ、ロックン・ロルフ／作曲：ロックン・ロルフ
8. トーチュガ・ベイ "Tortuga Bay" – 3:17
  - 作詞：イアン・フィンレイ、ロックン・ロルフ／作曲：ロックン・ロルフ
9. デス・オア・グローリー "Death or Glory" – 3:57
  - 作詞：イアン・フィンレイ、マイク・モティ／作曲：マイク・モティ
10. ウォータールーの戦い "Battle of Waterloo" – 7:49
  - 作詞・作曲：ロックン・ロルフ
11. マーチ・オン "March on" – 4:12
  - 作詞・作曲：マイク・モティ

### 日本盤ボーナス・トラック
1. ワイルド・アニマル "Wild Animal" – 4:11
  - 作詞・作曲：ロックン・ロルフ
2. テア・ダウン・ザ・ウォールズ "Tear Down the Walls" – 4:17
  - 作詞・作曲：マイク・モティ
3. シュテルテベカー "Störtebeker" – 4:05
  - 作詞・作曲：ロックン・ロルフ、マイク・モティ

## カヴァー
- バッド・トゥ・ザ・ボーン
  - ドゥノッツ - シングル「We're Not Gonna Take It」（2002年）に、ロックン・ロルフ本人がゲスト参加したライヴ・ヴァージョンを収録[7]。
  - Van Canto - アルバム『Break the Silence』（2011年）にボーナス・トラックとして収録[8]。

## 参加ミュージシャン
- ロックン・ロルフ - ボーカル、ギター
- マイク・モティ - ギター
- ヤンス・ベッカー - ベース
- イアン・フィンレイ - ドラムス